# Miguel Cardona
Miguel Angel Cardona (Meriden (Connecticut), 11 juli 1975) is een Amerikaans onderwijsbestuurder en onderwijzer. Sinds 8 augustus 2019 is hij de Commissioner of Education van Connecticut. Cardona begon zijn onderwijscarrière aan de Israel Putnam School en werd in 2003 op 27-jarige leeftijd directeur van de Hanover School. Hiermee werd hij de jongste schooldirecteur van Connecticut. In 2011 promoveerde hij met de dissertatie Sharpening the Focus of Political Will to Address Achievement Disparities. Op 22 december 2020 maakte president-elect Joe Biden bekend Cardona voor te willen dragen als minister van Onderwijs.